# 代官町出入口
代官町出入口（だいかんちょうでいりぐち）は東京都千代田区北の丸公園にある首都高速道路都心環状線の出入口である。三宅坂JCT方面の出入口のみ設置されているハーフインターチェンジである。
入口は本線合流後すぐに千代田トンネルに入るため、危険物積載車両は流入できない。2022年（令和4年）4月1日以降、入口はETC専用となっている。

## 周辺
- 東京国立近代美術館
- 日本武道館
- 北の丸公園
- 科学技術館サイエンスホール
- 皇居
- 千鳥ヶ淵
- 竹橋駅
- 代官町通り（千代田区道229号線）

## 隣
首都高速都心環状線
(23,24)霞が関出入口 - 三宅坂JCT - (25)代官町出入口 - (26)北の丸出口